# Wormaldia langohri
Wormaldia langohri là một loài Trichoptera trong họ Philopotamidae. Chúng phân bố ở miền Cổ bắc.